# Poltergay
Poltergay je francouzský hraný film z roku 2006, který režíroval Éric Lavaine podle vlastního scénáře. Snímek paroduje filmy s tématem poltergeista.

## Děj
Mladý pár Emma a Marc si koupí opuštěný dům na předměstí Paříže. V domě už přes 30 let nikdo nebydlel. Po nastěhování Marca po nocích budí hlučná píseň „Rasputin“ od Boney M., ale Emma nic neslyší. Emma odjíždí na archeologický výzkum do Pompejí a Mac zůstane v domě sám. Zjistí, že dům obývá pět extravagantně oblečených duchů, kteří ho sledují nahého a v noci tančí ve sklepě. Emma mu po návratu nevěří, protože žádné duchy nevidí ani neslyší a navrhne mu, aby se nechal vyšetřit. Když Marc omylem zraní jejího otce, kterého si spletl s duchem, odstěhuje se od něj. Marc jde na vyšetření, kde mu psychiatr sdělí, že je gay. Marc tomu odmítá uvěřit, jde se tedy přesvědčit do gay klubu, ovšem je zatčen pro obscénnost a posléze vyhozen z práce. Zjistí, že v domě bývala kdysi gay diskotéka, která v roce 1979 vyhořela a pět těl obětí požáru se nikdy nenašlo. Zavolá na duchy čaroděje, aby je vypudil, což ovšem není jednoduché. Marc je tedy vezme do Paříže do čtvrti Marais, aby viděli, jaký je současný gay život. Duchové mu za to pomohou získat zpět Emmu. Společně vybudují ve sklepě diskotéku, kam Emma doveze rovněž duchy gayů, kteří zahynuli v Pompejích.

## Obsazení
| Clovis Cornillac      | Marc            |
| Julie Depardieu       | Emma            |
| Lionel Abelanski      | Salopette       |
| Philippe Duquesne     | Michel          |
| Gilles Gaston-Dreyfus | Bertrand        |
| Georges Gay           | Ivan            |
| Jean-Michel Lahmi     | Gilles          |
| Michel Duchaussoy     | čaroděj         |
| Alain Fromager        | David           |
| Anne Caillon          | Valérie         |
| Christian Pereira     | otec Emmy       |
| Christophe Guybet     | muž v gay klubu |
| Gérard Loussine       | Jean-Phi        |
| Héctor Cabello Reyes  | psychiatr       |
| Michel Modo           | barman          |